# Annemarie Kielmann
Annemarie Kielmann, geborene Röttger (* 20. Jahrhundert) ist eine deutsche Dialogbuchautorin, Dialogregisseurin und Synchronsprecherin.

## Leben und Karriere
Annemarie Röttger heiratete 1962 den deutschen Schauspieler, Regisseur und Synchronsprecher Henry Kielmann (1929–2003). Gemeinsam arbeiteten die beiden am Theater, wo Kielmann unter anderem Anfang der 1970er Jahre als Souffleuse am Theater Lübeck wirkte.
Seit den 1980er Jahren war Kielmann dann als Synchronsprecherin und Dialogbuchautorin in Hamburg tätig. Sie verfasste beispielsweise die Dialogbücher für die Zeichentrickserie ThunderCats – Die starken Katzen aus dem Weltall (1985–1990) und die populäre Tim und Struppi-Animationsserie (1990–1993), bei der sie zudem Regie führte. Bei Tim und Struppi sprach sie selber die Rolle der kapriziösen Operndiva Bianca Castafiore.
In der Serie Doug (1991–1994) sprach Annemarie Kielmann Dougs Klassenlehrerin, die herzensgute Ms. Wingo. In Serien wie Jim Henson’s Dog City (1992–1995) und Pretender (1996–2000) war Annemarie Kielmann in Nebenrollen zu hören.